# Billesholm Big Band
Billesholm Big Band är ett storband blandat med proffs- och amatörmusiker som funnits i 30 år. Bandet kommer ursprungligen från orten Billesholm i Bjuvs kommun, några mil utanför Helsingborg. Bandets musikaliske ledare är Bertil Thapper.
Orkestern spelar såväl till dans som konserter och på olika festivaler som LandskronaKarnevalen, Helsingborgsfestivalen och Bjuvsfestivalen. Under 2007 hade bandet premiär på sommarunderhållningen Kul-i-juli i Grytan, Slottshagen i Helsingborg.
Bandet har arbetat tillsammans med bl.a. Östen Warnerbring, Babben Larsson och "Kurt Olsson" (Lasse Brandeby). Sommaren 2008 genomfördes en konsert på Bjuvsfestivalen, tillsammans med Lotta Engberg.
Repertoaren sträcker sig från Count Basie, Duke Ellington och Glenn Miller till mer moderna storbandsarrangemang. Under årens lopp har storbandet medverkat till att bevara intresset för den typ av musik storbandsrepertoaren representerar. Den 28 maj 2011 släppte bandet en cd "It's Oh, So Nice".